# Monte Galiñeiro

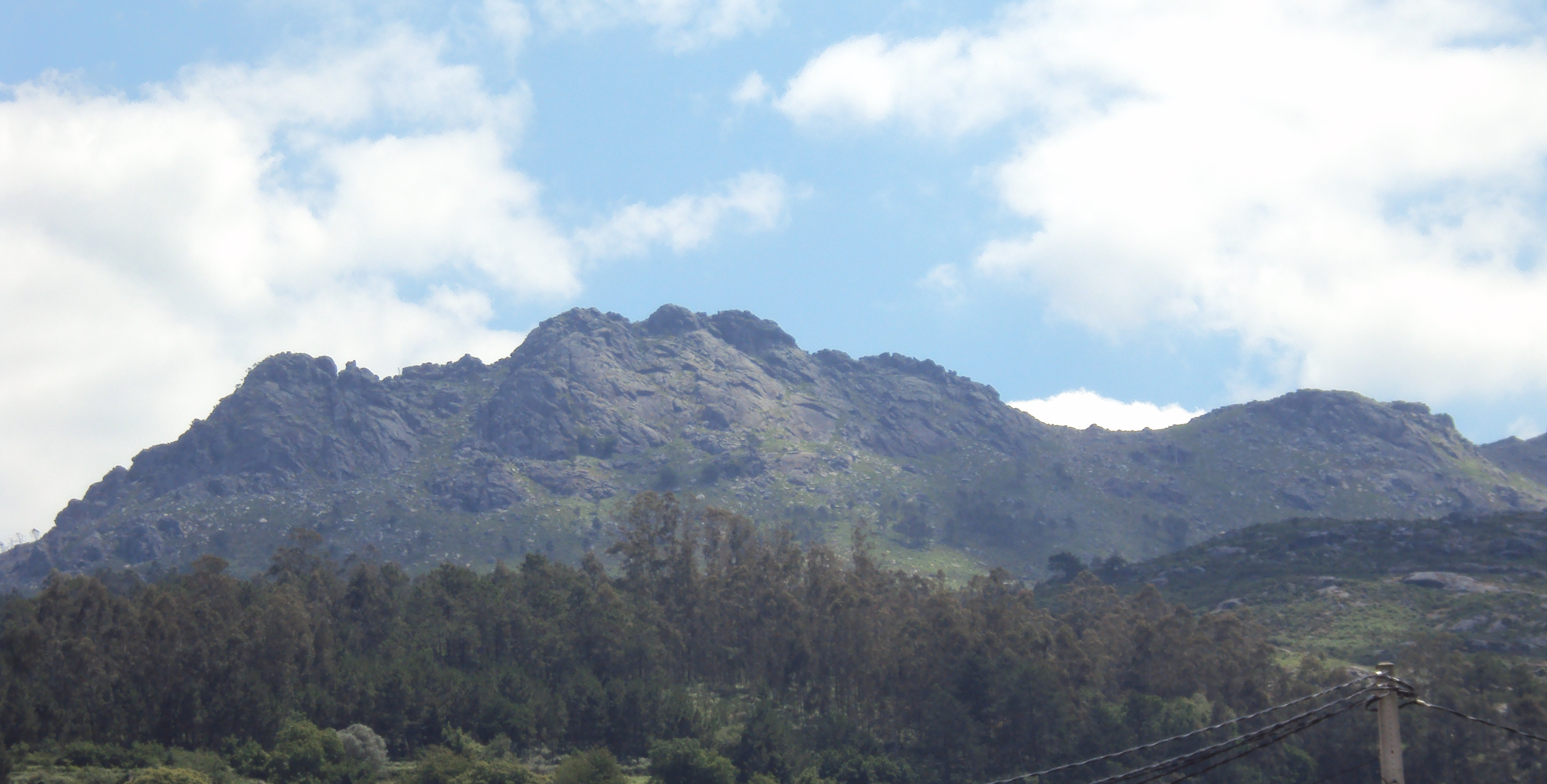
Monte Galiñeiro desde Vincios.

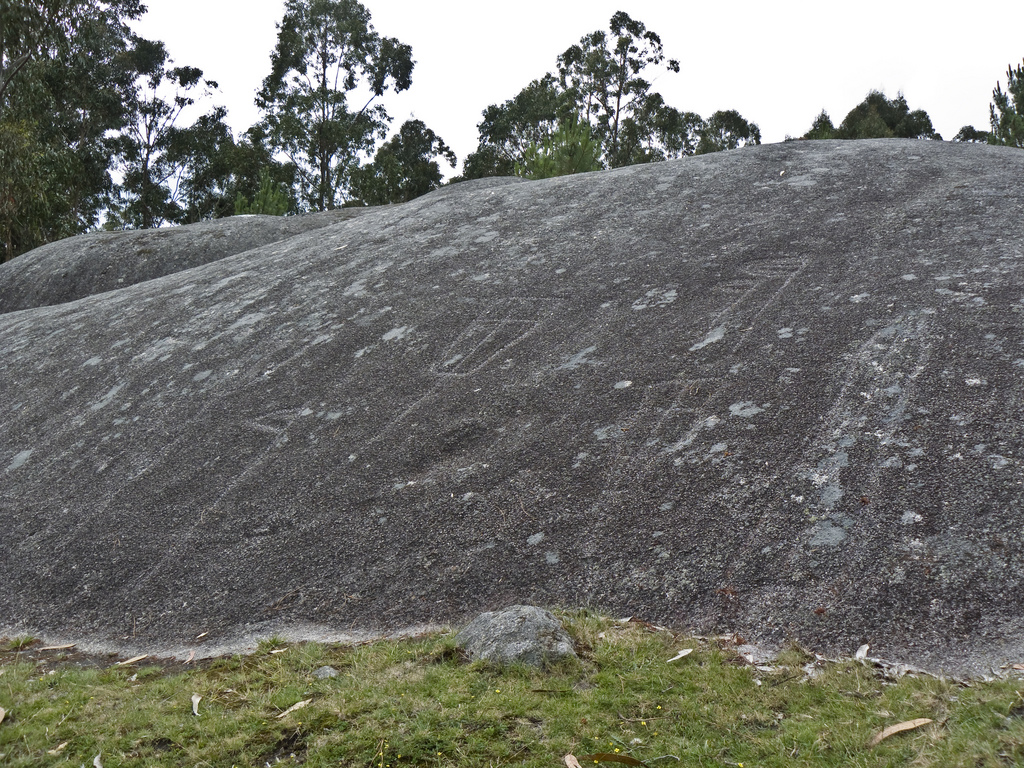
Petroglifo de Auga da Laxe.

El monte Galiñeiro se localiza entre los ayuntamientos pontevedreses de Vigo y Gondomar. En este último está situada la cumbre, a una altitud de 711 metros. Esta montaña da nombre al macizo del que forma parte, la sierra del Galiñeiro, en la que también se encuentra el parque natural del monte Aloia.
El segundo domingo de julio se celebra el curro do Galiñeiro o de Vincios, en el lugar de Auga da Laxe.

## Etimología
El topónimo "Galiñeiro", frecuente en Galicia, podría provenir del tema prerromano *kal(l)-, en el sentido de "roca, peñasco".